# Gauliga Pommern 1943/44
De Gauliga Pommern 1943/44 was het elfde voetbalkampioenschap van de Gauliga Pommern. HSV Groß Born werd kampioen en plaatste zich voor de eindronde om de Duitse landstitel, waar de club achtereenvolgens LSV Rerik, VfB Königsberg en Hertha BSC versloeg. In de halve finale verloor de club tegen LSV Hamburg. De club verzaakte om de wedstrijd om de derde plaats te spelen tegen 1. FC Nürnberg. Desalniettemin was dit het grootse succes voor een club uit de Gauliga Pommern. 

## Eindstand

### Groep West
LSV Stralsund was een fusie tussen LSV Parow en Luftwaffenverbänden Stralsunds. 
| Plaats | Club                             | Wed. | W | G | V | Saldo | Ptn.  |
| ------ | -------------------------------- | ---- | - | - | - | ----- | ----- |
| 1.     | LSV Pütnitz                      | 9    | 9 | 0 | 0 | 43:05 | 18:00 |
| 2.     | LSV Stettin                      | 9    | 7 | 0 | 2 | 36:14 | 14:04 |
| 3.     | WKG Marine-Flakschule Swinemünde | 10   | 6 | 0 | 4 | 18:22 | 12:08 |
| 4.     | LSV Stralsund                    | 10   | 3 | 0 | 7 | 14:28 | 06:14 |
| 5.     | Stettiner SC                     | 10   | 2 | 1 | 7 | 22:38 | 05:15 |
| 6.     | LSV Dievenow                     | 10   | 1 | 1 | 8 | 14:40 | 03:17 |

|  | Geplaatst voor finale |

### Groep Oost
| Plaats | Club                | Wed. | W  | G | V | Saldo | Ptn.  |
| ------ | ------------------- | ---- | -- | - | - | ----- | ----- |
| 1.     | HSV Groß Born       | 10   | 10 | 0 | 0 | 78:02 | 20:00 |
| 2.     | SV Viktoria Kolberg | 10   | 7  | 0 | 3 | 34:22 | 14:06 |
| 3.     | SV Viktoria Stolp   | 10   | 3  | 3 | 4 | 17:28 | 09:11 |
| 4.     | SV Germania Stolp   | 10   | 1  | 4 | 5 | 14:37 | 06:14 |
| 5.     | LSV Stolpmünde      | 10   | 2  | 2 | 6 | 18:46 | 06:14 |
| 6.     | SV Preußen Köslin   | 10   | 1  | 3 | 6 | 14:40 | 05:15 |

|  | Geplaatst voor finale |

## Finale
Heen
|              |                |       |               |                                                  |
| 5 maart 1944 | LSV Pütnitz    | 1 - 1 | HSV Groß Born | Stettin Toeschouwers: 9000 Scheidsrechter: Sauer |
| 5 maart 1944 | Schwinning 44' |       | 73' Hinsch    | Stettin Toeschouwers: 9000 Scheidsrechter: Sauer |

Terug
|               |                                 |       |             |                                                     |
| 21 maart 1943 | HSV Groß Born                   | 3 - 0 | LSV Pütnitz | Stettin Toeschouwers: 6000 Scheidsrechter: Röhrbein |
| 21 maart 1943 | Plener 10', 87' Engelbracht 88' |       |             | Stettin Toeschouwers: 6000 Scheidsrechter: Röhrbein |